# Charles Sterling
Charles Sterling (* 5. September 1901 in Warschau als Karol Sterling; † 9. Januar 1991 in Paris) war ein aus Polen stammender Kunsthistoriker, der hauptsächlich in Frankreich lebte und forschte.

## Leben
1919 bis 1920 kämpfte er im Polnisch-Sowjetischen Krieg. Er erwarb 1924 einen Abschluss in Rechtswissenschaften, bevor er von 1925 bis 1928 im Deutschen Reich, in Großbritannien und schließlich in Paris Kunstgeschichte studierte; hier hörte er bei Gaston Brière an der École du Louvre und bei Henri Focillon an der Sorbonne. Ab 1929 war er Gemälde-Kurator am Louvre. 1934 erhielt er die französische Staatsbürgerschaft. 1942 reiste er in die Vereinigten Staaten und arbeitete in New York am Metropolitan Museum of Art. Nach Kriegsende kehrte er nach Frankreich zurück. 1961 trat er frühzeitig in seinen Ruhestand als Kurator am Louvre ein und unterrichtete fortan am Institute of Fine Arts der New York University.
Forschungsschwerpunkte waren die französische Tafelmalerei des 15. Jahrhunderts, der sogenannten ‚primitifs‘, und die Malerei der Caravaggisten. Er publizierte auch zu Francisco de Goya, Nicolas Poussin, Peter Paul Rubens, Paul Cézanne und verantwortete große Bestandskataloge in Paris und New York. Mehrere Künstlerpersönlichkeiten (z. B. Josse Lieferinxe, Jost Haller) hob Charles Sterling durch seine Forschungen und Zuschreibungen aus der Vergessenheit.

## Schriften (Auswahl)
- Les Peintres de la Realité. Ausstellungskatalog. Paris 1934.
- La Peinture française. Les Primitfs. Floury, Paris 1938.
- Les Peintres du Moyen Âge. Tisné, Paris 1942.
- Les Peintres primitfs. Nathan, Paris 1949.
- French Paintings. A Catalogue of the Collection of the Metropolitan Museum of Art. 3 Bände. New York 1955–1967.
- mit Hélène Adhémar: La Peinture au Musée du Louvre. 4 Bände. Paris 1958–1961.
- mit Anthony Blunt: Exposition Nicolas Poussin. Ausstellungskatalog. Paris 1960.
- The Master of the „Landsberg“ Altar-Wings. In: Artur Rosenauer, Gerold Weber (Hrsg.): Kunsthistorische Forschungen. Otto Pächt zu seinem 70. Geburtstag. Salzburg 1972, S. 150–165.
- Observations on Moser’s Tiefenbronn Altarpiece. In: Pantheon 30 (1972), S. 19–32.
- Jost Haller. Maler zu Straßburg und zu Saarbrücken in der Mitte des 15. Jahrhunderts. In: Wiener Jahrbuch für Kunstgeschichte 33 (1980), S. 99–126.
- Enguerrand Quarton. Le Peintre de la Pieta d’Avignon. Paris 1983.
- L’Influence de Konrad Witz en Savoie. In: Revue de l’Art 71 (1986), S. 17–32.
- La Peinture médiévale à Paris 1300–1500. 2 Bände. Paris 1987–1990.